# Exopholis lacordairei
Exopholis lacordairei är en skalbaggsart som beskrevs av Waterhouse 1867. Exopholis lacordairei ingår i släktet Exopholis och familjen Melolonthidae. Inga underarter finns listade i Catalogue of Life.